# Сарасвати (река)

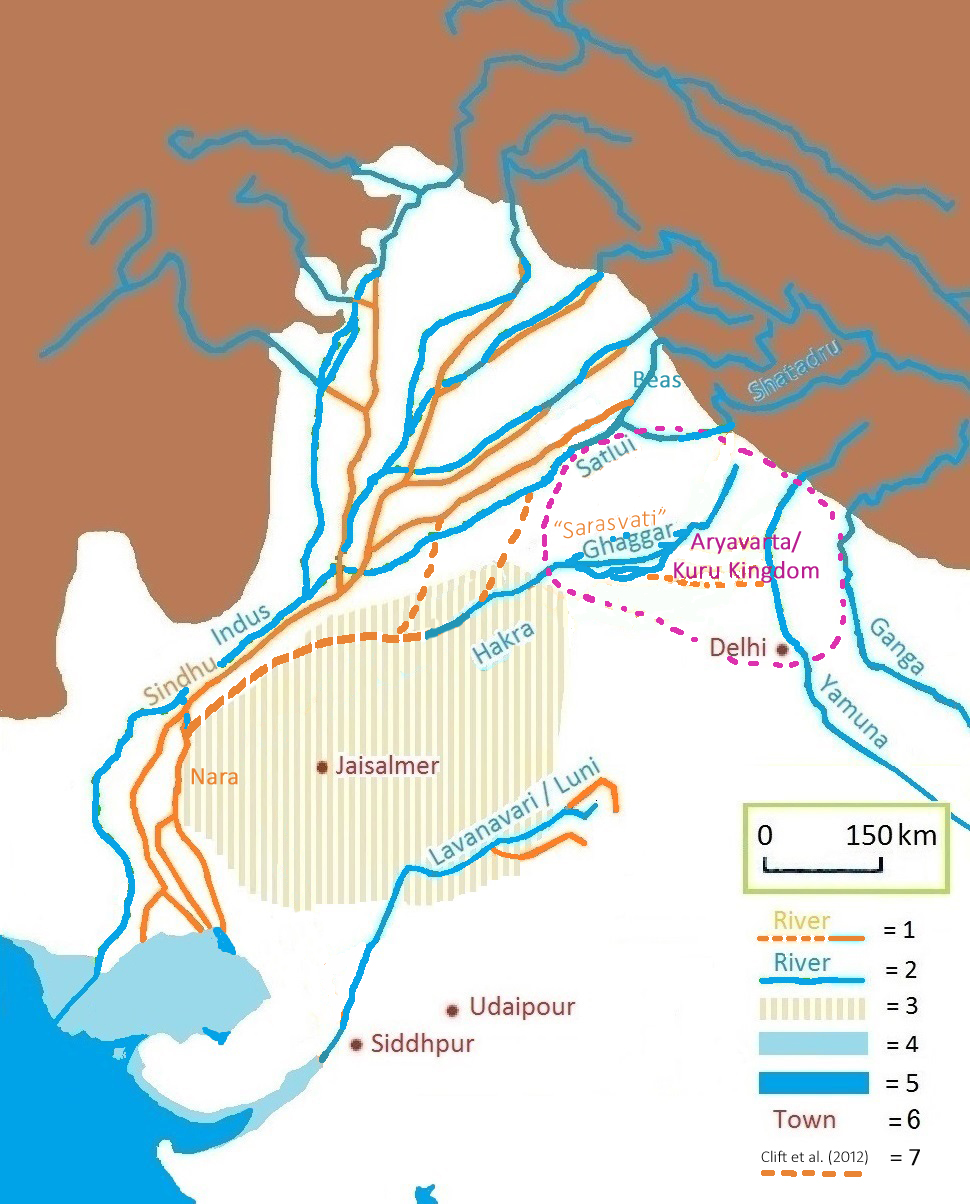
Реконструкция древнего русла реки Гхаггар-Хакра, которую отождествляют с ведийской Сарасвати.

Сарасвати́ (санскр. सरस्वती नदी IAST: sárasvatī nadī) — река, описываемая в «Ригведе» и других текстах индуизма. Сарасвати одна из главных рек ведийского Семиречья. В ригведийском гимне «Надистути» (10.75) говорится, что Сарасвати находится между рекой Ямуной на востоке и рекой Шатадру на западе. В более поздних ведийских текстах, «Тандья-брахмане» и «Джайминия-брахмане», а также в «Махабхарате», утверждается что Сарасвати высохла в пустыне. Изначально, богиня Сарасвати была персонифицированной формой этой реки, но позднее развила независимую от неё идентичность и роль.

## Этимология
Sárasvatī — форма именительного падежа единственного числа женского рода прилагательного sárasvat, которое встречается в Ригведе как имя хранителя небесных вод. Слово образовано от ‘sáras’ + ‘vat’, что означает «имеющий sáras-». Санскритское sáras- означает «озеро, пруд» (ср. производное sārasa- «индийский журавль», букв. «озёрная птица»), среди родственных слов — др.-греч. ἕλος «болото», валл. hêl, heledd «пойма, речная долина». М. Майрхофер считает маловероятной связь с корнем *sar- «бежать, течь», но согласен, что это могла быть река, соединявшая множество озёр из-за обильного водного стока.
Sárasvatī родственно авест. Haraxvaitī. В младшей Авесте под этим топонимом понимается Арахозия — регион, богатый реками (др.-перс. Harauvati → др.-греч. Ἀραχωσία).

## История
Во многих гимнах всех десяти мандал «Ригведы» (за исключением 4-й) прославляется или упоминается могучая река Сарасвати, протекающая «от гор к Индийскому океану». Сарасвати упоминается гораздо чаще, чем Инд и играет настолько важную роль в «Ригведе», что ей поклоняются как одной из трёх великих богинь.
Большинство учёных отождествляют ведийскую реку Сарасвати с современной сезонной рекой Гхаггар-Хакра. Согласно учёным, занимающимся изучением окружающей среды в доисторические времена, река Гхаггар-Хакра высохла после того, как по крайней мере два из её притоков, Сатледж и Ямуна, изменили своё русло. «Цепь тектонических событий отвела русло Сатледжа на запад (в Инд), а Ямуну на восток (в Ганг)… этим объясняется исчезновение такой могучей реки как Сарасвати». Процесс завершился около 1750 года до н. э., но начался он гораздо ранее, возможно со смещения пластов и огромного наводнения в период между 2100 и 1900 годами до н. э. П. Х. Франкфорт, используя изображения, полученные с французского спутника SPOT, высказал гипотезу, что огромная река Гхаггар-Хакра существовала в дохараппский период и начала высыхать ещё в середине IV тысячелетия до н. э. Во время хараппского периода сложная сеть ирригационных каналов использовалась только в южной части долины реки Инд. Вдоль русла Сарасвати было обнаружено 414 археологических мест, тогда как в долине реки Инд — только около сорока. Около 80 % обнаруженных мест раскопок датируются IV или III тысячелетием до н. э., из чего можно предположить, что культура в долине реки Гхаггар-Хакра в это время находилась в периоде своего расцвета.
Сторонники идеологии хиндутва, отрицающие индоарийские миграции, считают отождествление ведийской Сарасвати с рано пересохшей рекой Гхаггар-Хакра аргументом в пользу исхода индоариев из Индии, более ранней датировки Ригведы и переименования Хараппской цивилизации в «цивилизацию Инда-Сарасвати».

## Идентификация
- Большинство учёных сходятся на том, что ведийская река Сарасвати возможно является современной сезонной рекой Гхаггар-Хакра.
- Харахваити (нын. Аргандаб) — река в Афганистане, упоминается в Авесте.
- Инд — считается, что Сарасвати было его священным именем, а Синдху светским.
- Сарсути (ранее Сарасвати) — небольшая река, служившая рубежом священной страны Брахмаварты, колыбели цивилизации ариев. В ведийскую эпоху впадала в океан, ныне теряется в песках пустыни.